# Sune Rosell
B. Sune Rosell, född 15 januari 1932 i Borlänge, död 15 januari 2024 i Salò i Italien, var en svensk medicinsk forskare och företagsledare.
Rosell blev 1962 medicine doktor och docent i farmakologi vid Karolinska institutet (KI). Han blev professor i farmakologi vid odontologiska fakulteten vid KI 1965 och var professor i farmakologi vid medicinska fakulteten vid KI 1975–1983. Hans vetenskapliga skrifter gäller blodcirkulation, fettvävnad och neuropeptiders farmakologi och fysiologi. 1974 gav han ut Farmakologiska principer: lärobok i farmakologi för högskolan tillsammans med Bengt Danielsson. Boken kom därefter ut i fyra ytterligare upplagor 1977–1990.
Rosell var forskningschef vid Astra-koncernen 1983–1992 och var därefter vetenskaplig chef från 1992 till sin pensionering 1996. Han var därefter verkställande direktör för läkemedels-uppstartföretaget Innate Pharmaceuticals AB i Umeå 2000–2009.
Rosell var från 1985 ledamot av Kungliga Ingenjörsvetenskapsakademien. År 2007 utsågs han till hedersdoktor vid Umeå universitet för sin centrala roll i att utveckla bioteknikbraschen i Umeå, bland annat genom Astras kontakter med företaget Symbicom under Rosells tid som forskningschef.